# Voice～cover you with love～
Voice～cover you with love～ là album hát đơn thứ hai của Ban Tomiko (nghệ danh là Tomiko Van) và là album cover đầu tiên của cô. Album này được phát hành từ ngày 28 tháng 3 năm 2007, xếp vị trí thứ 22 trên Oricon suốt 4 tuần và đã bán được tất cả 14.581 bản.
Các track trong album này gồm:
1. home Kawamura Yuka
2. Yoru ni Kizutsuite (夜に傷ついて; Hurt in the Night) Ann Lewis
3. Kanojo (彼女; Girl) Sano Motoharu
4. Coffee Rumba (コーヒールンバ) Jose Manzo Perroni
5. Yasashii Ame (優しい雨; Tender Rain) Koizumi Kyoko
6. Hajimari wa Itsumi Ame (はじまりはいつも雨; It Always Rains at the Start)
7. Shoujo (少女; Little Girl) Itsuwa Mayumi
8. Miagete Goran Yoru no Hoshi wo (見上げてごらん夜の星を; I Look Up at the Stars of the Night) Sakamo
9. TRUTH '94 TRF
10. IF Bread
11. Kitte no Nai Okurimono (切手のないおくりもの; Stampless Presents) Zaitsu Kazuo
12. Yumeji -acoustic version- (夢路; Dreaming) (Phần phụ)

## DVD Tracklist
1. Yoru ni Kizutsuite (夜に傷ついて; Hurt in the Night) Ann Lewis PV

## Thông tin khác
Catalog
AVCD-23227/B　(CD+DVD)
AVCD-23226 (riêng CD)
Giá bán
3.800 Yên (CD+DVD)
3.059 Yên (riêng CD)